# Tir Pol
Tir Pol är en ort i Afghanistan. Den ligger i provinsen Herat och distriktet Kohsan, i den västra delen av landet, 700 kilometer väster om huvudstaden Kabul. Antalet invånare är cirka 7 000.
Närmaste större samhälle är Kohsan, nio kilometer nordväst om Tir Pol.